# Bolivaria kurda
Bolivaria kurda es una especie de mantis de la familia Mantidae.

## Distribución geográfica
Se encuentra en Turquía.